# 중국녹색식품발전센터
중국녹색식품발전센터(中国绿色食品发展中心, China Green Food Development Center)는 1992년 11월 창립하여 전국의 녹색식품개발 및 관리업무를 시행하고 있는 녹색식품 전문 관리기관이다.

## 주요 기능
- 녹색식품의 정책 및 법규 제정
- 녹색식품의 표준제정 및 전국 녹색식품 사업 관리·지도
- 녹색식품 표지상표 전담관리
- 녹색식품 표지상품을 심사/허가
- 지방 녹색식품 사업기구에 대한 환경 및 제품의 품질 측정하는 사업 위탁
- 녹색식품 과학연구 및 기술보급
- 녹색식품 관련 인력 양성 등

## 같이 보기
- 중화인민공화국의 농업
- 유기농